# کارل انگلیش
کارل انگلیش (انگلیسی: Carl English؛ زادهٔ ۲ فوریهٔ ۱۹۸۱) یک بازیکن بسکتبال اهل کانادا است.